# Мартин, Сюзанна
Сюзанна Мартин (англ. Suzanne Martin) — американский продюсер и сценарист, лауреат двух премий «Эмми».
Мартин известна прежде всего как создатель ситкомов «Эллен», «Фрейзер» и «Красотки в Кливленде». Кроме того она создала два недолго живущих сериала Maybe It’s Me и Hot Properties, а также разработала несколько других телепроектов. В 2010 году Мартин выпустила на экраны фильм «Список клиентов», который породил одноимённый телесериал, вышедший в 2012 году. Она замужем за сценаристом Джеффом Мартином с 1986 года, у них двое детей.